# Ahrens-Fox

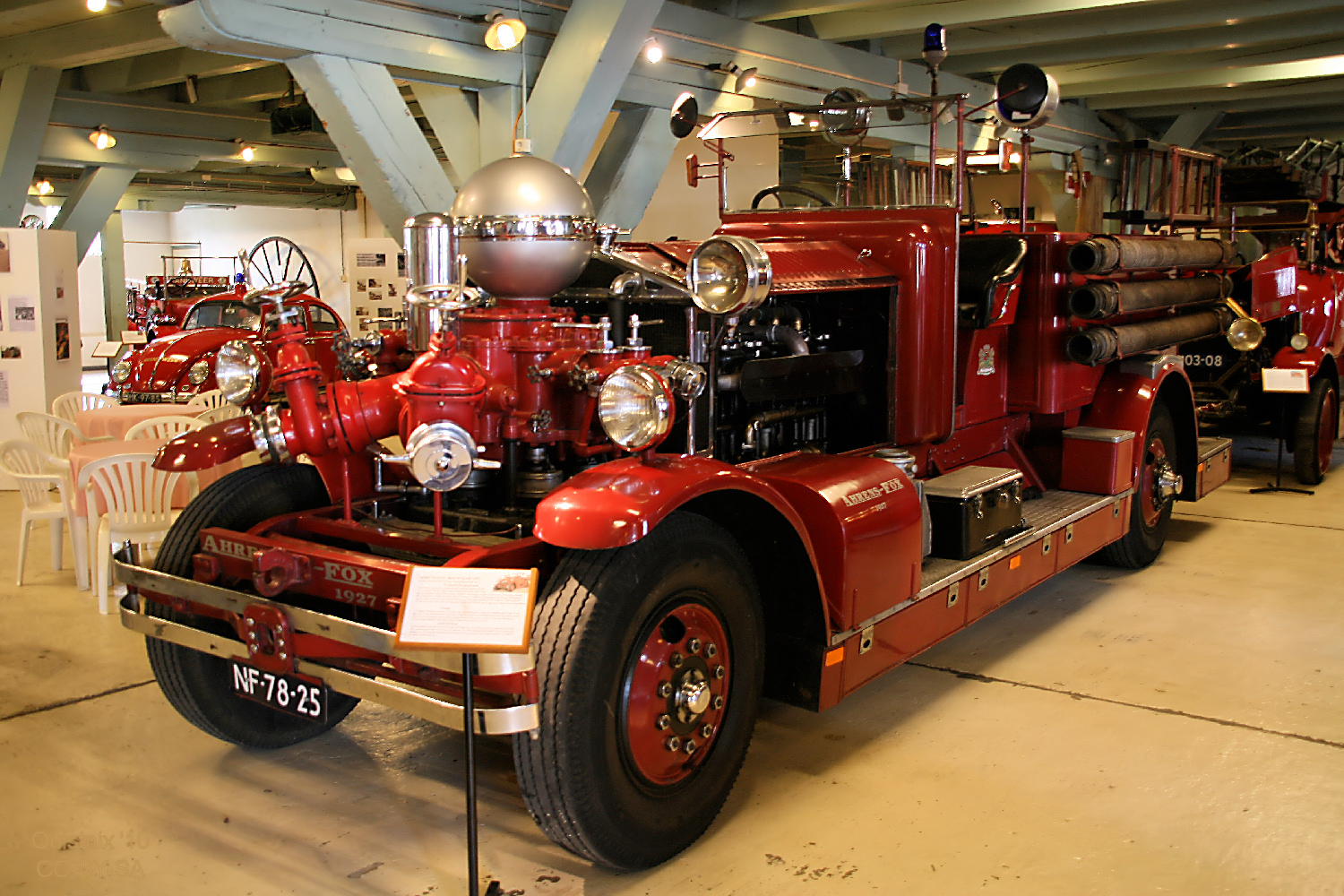
Ahrens-Fox brandweerauto uit 1927 in het Nationaal Brandweermuseum te Hellevoetsluis

Ahrens-Fox was een Amerikaans merk van motorbrandspuiten. In Europa is dit merk alleen ingezet bij de brandweer van Rotterdam.

## Geschiedenis
Op 2 maart 1926 besloot het gemeentebestuur van Rotterdams op advies van de toenmalige directeur van de Gemeentelijke Vervoer- en Motordienst (GVMD) dr.ir. M.F. de Bruyne tot aanschaffing van modern auto-brandweermaterieel. Besloten werd een vijftal personen- en materiaalwagens, een autoladderwagen en een zevental motorbrandspuiten aan te schaffen. Voor de zeven autospuiten werd gezocht naar een type motorbrandspuit met een grote wateropbrengst en een hoge kwaliteit. Na oriëntatie viel de keuze op het Amerikaanse merk Ahrens Fox. Naast andere bekende merken brandweervoertuigen, zoals Seagrave en American-La-France, was Ahrens Fox uit Cincinnati in de staat Ohio een van de meest gerenommeerde fabrikanten van brandweermaterieel in de Verenigde Staten. Bij de keuze voor de fabrikant Ahrens Fox werd was vooral doorslaggevend dat deze fabrikant de motorbrandspuiten leverde met zogenaamd grootvermogen plunjerpompen, geheel in eigen beheer, dus chassis, motor en pomp. De pomp was voor op het chassis geplaatst, waardoor motor en cabine naar achteren waren geschoven en waardoor de chauffeur halverwege de lengte van het voertuig zat. De Rotterdamse Ahrens Fox autospuiten waren uitzonderlijk in Europa. In het toenmalige Nederlands-Indië zijn bij de brandweer van Soerabaja (Java) zijn destijds wel enkele Ahrens-Foxen in dienst geweest.
Aanvankelijk werd in december 1926 een serie van zeven Ahrens-Foxen van het type M-X-2 besteld die een pompcapaciteit van 750 gallon per minuut hadden. Een nadeel was echter dat er bij deze wagens alleen op de achterwielen geremd kon worden. Na enige overweging werd deze order in augustus 1927 alsnog gewijzigd in een bestelling voor zeven stuks van het toen nieuwere type N-S-2 die een sterkere motor en een grotere wateropbrengst van 1000 gallon per minuut (3875 liter per minuut) had. De uiteindelijke geleverde uitvoering had bovendien cardan-aandrijving in plaats van de oorspronkelijke aandrijving door middel van kettingoverbrenging. Deze wagens werden, in tegenstelling tot het eerst gekozen type M-X-2, geleverd met vier geremde wielen.
De Ahrens Fox motorbrandspuiten werden gebouwd in de fabriek in Cincinnati. De chassis met motor en pomp werd samengebouwd per stuk in een grote transportkist met onder meer het ss Rijndam van de Holland-Amerika Lijn naar Nederland verscheept en tussen in februari en maart 1928 in Rotterdam afgeleverd. De wagens werden in eigenbeheer afgebouwd en ingericht. Tussen december 1928 en februari 1929 kwamen de voertuigen in dienst. Enkele jaren later zouden vier van de zeven autospuiten nog een gesloten bestuurderscabine krijgen.
Behalve het uiterlijk van de voertuigen waren de technische prestaties opvallend. De zescilinder in lijn geplaatste motor was speciaal voor brandweerdoeleinden ontworpen. De maximumsnelheid bedroeg ongeveer 75 km/u. Deze motor was, zoals in de praktijk bewezen, bijzonder geschikt voor zogenaamd duurbedrijf. De pomp was uitgevoerd als dubbelwerkende vier-cilinderpomp met de sterk in het oog vallende zuig- en perswindketel. De maximale pompcapaciteit bedroeg ruim 1000 gallons (3875 liter) water per minuut bij 1100 omwentelingen per minuut van de motor, bij 80 meter opvoerhoogte. De pomp bestond uit twee helften, die beiden of een van beide met de motor konden worden gekoppeld.

### Museaal bestaan
Een van de zeven wagens is op 10 mei 1940 verloren gegaan bij de luchtaanval op vliegveld Waalhaven. De overige zes Ahrens-Foxen bestaan nog steeds, de laatste heeft in Rotterdam dienstgedaan tot 1972. In het Nationaal Brandweermuseum in Hellevoetsluis en in het Brandweermuseum Borculo zijn nog werkende exemplaren te zien, respectievelijk de A2 en A4. Roteb, de gemeentelijke dienst van Rotterdam die alle gemeentelijke voertuigen in onderhoud heeft, ook die van de brandweer Rotterdam-Rijnmond, beheert de gereviseerde en nog werkende A6 en A3. De A7 is opgenomen in het Louwman Museum in Den Haag. Een particulier verzamelaar bezat enige jaren twee gerestaureerde Ahrens-Foxen A3 en A5. De A3 is dus sinds 2014 als museumvoertuig teruggekeerd bij de Roteb, waarna in 2018 ook de A5 door de Brandweer Rotterdam in bezit kon worden genomen, naast de daar al aanwezige A6. De autospuiten A3, A4 en A5 hebben een gesloten bestuurderscabine, de A2, A6 en A7 hebben de originele open uitvoering.